# Langwald (Pösing)
Langwald ist ein Gemeindeteil der Gemeinde Pösing im Landkreis Cham des Regierungsbezirks Oberpfalz im Freistaat Bayern.

## Geografie
Langwald liegt 2 Kilometer nordwestlich von Pösing, 1 Kilometer südwestlich der Staatsstraße 2040 und 2 Kilometer nordwestlich der Bundesstraße 85. Südlich von Langwald verläuft die Bahnstrecke Schwandorf–Furth im Wald. Der Haltepunkt Pösing ist 1,5 Kilometer von Langwald entfernt, der Bahnhof Roding 2,5 Kilometer. Langwald liegt am nach Südosten fließenden Hiltenbach, der 1 Kilometer südöstlich von Langwald in den Regen mündet.

## Geschichte
1947 wurde begonnen die Siedlung Langwald zu errichten. Sie gehörte zur Gemeinde Pösing. Langwald und Pösing lagen zu jener Zeit im Landkreis Roding. Die Siedlung Langwald entstand nach dem Zweiten Weltkrieg aus dem Bedürfnis, Flüchtlingen und Vertriebenen des Krieges eine neue Heimat zu bieten. 1950 wurde die Siedlungsgemeinschaft Langwald e.V. gegründet.
Bei der Gebietsreform in Bayern wurde 1972 der Landkreis Roding zerschlagen und auf die Landkreise Schwandorf und Cham aufgeteilt. Dabei kam die Gemeinde Pösing und damit auch Langwald zum Landkreis Cham.
Langwald gehört zum Kuratbenefizium St. Vitus Pösing. 1997 hatte Langwald 125 Katholiken.

## Einwohnerentwicklung ab 1838
| Jahr | Einwohner | Gebäude |
| ---- | --------- | ------- |
| 1950 | 26        | 6       |
| 1961 | 183       | 34      |
| 1970 | 169       | k. A.   |
| 1987 | 154       | 54      |
| 2011 | 190       | k. A.   |

## Bodendenkmal
Am nordwestlichen Ortsrand von Langwald befindet sich eine spätpaläolithische Freilandstation die als Bodendenkmal ausgewiesen ist mit der Denkmalnummer D-3-6741-0170.